# بخش لیردف
بخش لیردف، یکی از بخش‌های شهرستان جاسک در استان هرمزگان ایران است. مرکز این بخش، شهر لیردف است.

## تقسیمات کشوری
- بخش لیردف
  - دهستان پیوشک
  - دهستان سورک

شهر: لیردف

## جمعیت
بر پایه سرشماری عمومی نفوس و مسکن در سال ۱۳۹۵، جمعیت بخش لیردف برابر با ۱۹٬۶۶۰ نفر بوده‌است.